# Павловка (Фатежский район)
Павловка — хутор в Фатежском районе Курской области России. Входит в состав Солдатского сельсовета.

## География
Хутор находится в северной части Курской области, в пределах Дмитриевско-Курской гряды, в лесостепной зоне, на правом берегу реки Усожи, на расстоянии примерно 7 километров (по прямой) к западу от города Фатежа, административного центра района.

### Климат
Климат характеризуется как умеренно континентальный, с тёплым летом и умеренно холодной зимой. Среднегодовая температура — 4,9 °C. Средняя температура воздуха самого тёплого месяца (июля) — 16 — 20 °C (абсолютный максимум — 40 °C); самого холодного (января) — −12 — −5 °C (абсолютный минимум — −37 °C). Продолжительность безморозного периода составляет в среднем 151 день. Вегетационный период длится около 182 дней. Среднегодовое количество атмосферных осадков составляет 582 мм, из которых 460 мм выпадает в период с апреля по октябрь. Снежный покров держится в течение 139 дней.

### Часовой пояс
Хутор Павловка, как и вся Курская область, находится в часовой зоне МСК (московское время). Смещение применяемого времени относительно UTC составляет +3:00.

## Население
| 1979 | 1989 | 2002 | 2010 |
| ---- | ---- | ---- | ---- |
| 25   | ↘13  | ↘9   | ↘3   |

### Половой состав
По данным Всероссийской переписи населения 2010 года в половой структуре населения мужчины составляли 33,3 %, женщины — соответственно 66,7 %.

### Национальный состав
Согласно результатам переписи 2002 года, в национальной структуре населения русские составляли 100 %.

## Инфраструктура
В хуторе 3 дома.

## Транспорт
Павловка находится в 5 км от автодороги федерального значения М2 «Крым» (Москва — Тула — Орёл — Курск — Белгород — граница с Украиной) как часть европейского маршрута E105, в 2 км от автодороги регионального значения 38К-038 (Фатеж — Дмитриев), в 0,5 км от автодороги межмуниципального значения 38Н-679 (38К-038 — Солдатское — Шуклино), в 27,5 км от ближайшего ж/д остановочного пункта 29 км (линия Арбузово — Лужки-Орловские).
В 169 км от аэропорта имени В. Г. Шухова (недалеко от Белгорода).